# سيتكيوس (باد كاليه)
سيتكيوس، باد كاليه (بالفرنسية: Setques)‏ هي بلدية تقع في إقليم باد كاليه من منطقة نور با دو كاليه في شمال فرنسا. تبلغ مساحة هذه المدينة 3.89 (كم²)، وترتفع عن سطح البحر 55 م، يبلغ عدد سكانها 638 نسمة حسب إحصاء المعهد الوطني للإحصاء والدراسات الاقتصادية سنة 2009 م. وترأس سيلفيان يفبفر البلدية خلال فترة (2008-2014).